# 威廉·福勒
威廉·福勒（英語：William Fowler，1911年8月9日—1995年3月14日），美国天体物理学家，1979年获太平洋天文学会布鲁斯奖，1983年获瑞典皇家科学院诺贝尔物理学奖。

## 生平
1911年8月9日，福勒出生于美国宾夕法尼亚州匹兹堡。
福勒在俄亥俄州立大学学物理，1936年在加州理工學院获得核物理学博士学位。他的博士论文内容是关于质子与轻元素发生的核反应，这个过程对恒星内部的碳氮氧循環很重要。此后他一直到他逝世为止留在加州理工学院。他最著名的论文是1957年与玛格丽特·伯比奇、傑佛瑞·伯比奇和弗雷德·霍伊尔一起写的《恒星内部的元素合成》（Synthesis of the Elements in Stars，《现代物理评论》第29卷第4期，547-650页）。这篇论文描写了恒星内部通过核合成的反应而形成元素的过程。
1983年福勒因其对核反应的理论和试验研究以及对宇宙化学元素分布的解释获得了诺贝尔物理学奖。
福勒是在俄亥俄州利马长大的，这是一个铁路枢纽。福勒终生爱好蒸汽机车，曾搭乘最后几次通过蒸汽机车拉的火车旅游西伯利亞鐵路。他60岁生日时他的同事和学生送给他一部蒸汽机车模型（见照片 （页面存档备份，存于））。
1995年3月14日，逝世于加利福尼亚州帕萨迪纳。